# Murong Lhok
Murong Lhok is een bestuurslaag in het regentschap Pidie van de provincie Atjeh, Indonesië. Murong Lhok telt 206 inwoners (volkstelling 2010).